# Número de Biot
O Número de Biot ({\displaystyle {Bi}}) é um parâmetro adimensional e fornece um índice simples da razão entre o coeficiente de transferência convectiva de calor na superfície do sólido e a condutância específica do sólido, a razão das resistências dentro de e na superfície de um corpo.
Esta razão determina se ou não as temperaturas dentro de um corpo variam significativamente no espaço, enquanto o corpo se aquece ou arrefece ao longo do tempo, a partir de um gradiente térmico aplicado à sua superfície.
É usado em cálculos de transferência térmica em estado não estacionário (ou transiente). É nomeado em homenagem ao físico francês Jean-Baptiste Biot (1774–1862).
A hipótese de temperatura uniforme no interior do sólido é válida se a condutância específica do sólido for muito maior do que o coeficiente de transferência convectiva de calor.

## Definição
O número de Biot é definido como:
{\displaystyle \mathrm {Bi} ={\frac {hL_{c}}{\ k}}}
Onde:
{\displaystyle \ h} = coeficiente de filme, coeficiente de transferência térmica ou coeficiente convectivo de transferência de calor {\displaystyle ({W \over m^{2}.K})} ;
{\displaystyle \ k}= coeficiente condutivo de calor do corpo, condutividade térmica {\displaystyle ({W \over m.K})};
{\displaystyle \ L_{c}}= comprimento característico, o qual é comumente definido como o volume do corpo dividido pela área da superfície do corpo, tal que:
{\displaystyle {L_{C}}={\frac {Volume}{A_{\rm {superficie}}}}}
O número de Biot é usado para definir o método a ser utilizado na solução de problemas de transferência de calor transiente.
Em geral, problemas envolvendo pequenos números de Biot (muito menores que 1) são termicamente simples, devido a campos de temperatura uniformes dentro do corpo. Números de Biot muito maiores que 1 apontam problemas de maior dificuldade devido a não uniformidade dos campos de temperatura dentro do objeto.
O método cuja análise é condicionada pelo valor de Biot maior ou menor que 0,1 é o método da capacitância global. Um exemplo comum de condução transiente que ilustra bem o uso do método em questão envolve um sólido que experimenta uma mudança repentina em seu ambiente térmico. Por exemplo, no caso de um metal quente, inicialmente mantido a uma temperatura uniforme {\displaystyle T_{i}}, que é então resfriado pela imersão em um líquido a uma temperatura mais baixa {\displaystyle T\infty } . No tempo  {\displaystyle t} = 0, a temperatura do sólido diminui para tempos {\displaystyle t} > 0, até eventualmente alcançar {\displaystyle T\infty }. Esta queda de temperatura é devida à transferência de calor por convecção na interface sólido-líquido. A abordagem do método da capacitância global assume, necessariamente, que a temperatura do sólido é uniforme em qualquer ponto durante o processo transiente, com os gradientes de temperatura dentro do sólido sendo insignificantes. A variação de temperatura dentro do sólido se dará apenas em função do tempo.
Efetuando-se o balanço de energia para tal situação, obtêm-se:
{\displaystyle {\dot {E}}entra+{\dot {E}}gerada-{\dot {E}}sai={\dot {E}}armazenada}
Considerando que não haverá geração de energia e nem energia entrando na esfera, o balanço fica:
{\displaystyle -{\dot {E}}sai={\dot {E}}armazenada}
Levando em consideração o termo para energia armazenada no sólido e que a energia sai por meio de convecção, o balanço energético toma a seguinte forma:
{\displaystyle -hA_{s}(T-T\infty )=\rho VCp{dT \over dt}}
Onde:  {\displaystyle \rho } = massa específica do sólido {\displaystyle ({Kg \over m^{3}})};
{\displaystyle \ As} = área da superfície do sólido {\displaystyle (m^{2})};
{\displaystyle \ Cp} = capacidade calorífica do material {\displaystyle ({J \over Kg.K})};
{\displaystyle {dT \over dt}} = taxa de variação da temperatura {\displaystyle T} em relação ao tempo {\displaystyle t};
{\displaystyle \ T} = determinada temperatura do sólido no tempo {\displaystyle t}.
Definindo-se uma diferença de temperaturas:
{\displaystyle \theta =(T-T\infty )}
Sendo {\displaystyle T\infty } um valor constante:  {\displaystyle {dT \over dt}={d\theta  \over dt}}
Logo:
{\displaystyle -\theta ={d\theta  \over dt}{\rho VCp \over hA_{s}}}
Separando as variáveis e levando em consideração a condição inicial onde, no instante {\displaystyle t=0}, {\displaystyle T=T_{i}}:
{\displaystyle \theta =(T_{\rm {i}}-T_{\rm {\infty }})=\theta _{\rm {i}}}
Chega-se a:
{\displaystyle {\rho VCp \over hA_{s}}\int \limits _{\theta {\rm {i}}}^{\theta {\rm {}}}{d\theta  \over \theta {\rm {}}}=-\int _{0}^{dt}t}
Realizando as integrações, é possível chegar na expressão para o cálculo da temperatura atingida pelo sólido em qualquer tempo {\displaystyle t}:  
{\displaystyle {\theta  \over \theta _{i}}={(T-T\infty ) \over (Ti-T\infty )}={exp[{-hAs \over \rho VCp}t]}}
Além disso, é obtida também a expressão para calcular o tempo para o sólido atingir determinada temperatura {\displaystyle T}:
{\displaystyle {\rho VCp \over hA_{s}}{\ln {\theta _{\rm {i}} \over \theta }}=t}
O termo {\displaystyle {\rho VCp \over hA_{s}}} pode ser interpretado como uma constante de tempo térmica representada pela letra {\displaystyle \tau } (tau), onde
{\displaystyle \tau ={\rho VCp \over hA_{s}}=R_{t}C_{t}}
Onde: {\displaystyle R_{t}} = {\displaystyle {1 \over hA_{s}}} é resistência à transferência de calor por convecção {\displaystyle ({s.K \over J})};
{\displaystyle C_{t}=\rho VCp} é capacitância térmica global {\displaystyle ({J \over K})}.
O aumento da resistência à transferência de calor por convecção ({\displaystyle R_{t}})  causa uma reação mais tardia do sólido às mudanças em sua temperatura ambiente, uma vez que refere-se à dificuldade que o material apresenta para permitir que o calor se dissipe através do movimento das moléculas adjacentes. Ela depende de fatores como a condutividade térmica do material, a qual é inversamente proporcional, já que a condutividade térmica é uma medida da capacidade de um material de conduzir calor, e a geometria da superfície, pois quanto mais favorável, menor será a resistência à transferência de calor por convecção. Quando se trata desse tipo transferência de calor, uma superfície lisa, por exemplo, tende a ter uma resistência menor em comparação com uma superfície rugosa. Isso ocorre porque em uma superfície lisa, as moléculas de fluido, como ar ou água, podem fluir mais facilmente sobre a superfície, facilitando a transferência de calor. Por outro lado, em uma superfície rugosa, há mais obstáculos para o fluxo do fluido, o que aumenta a resistência à transferência de calor por convecção.
A capacitância térmica global de um sólido {\displaystyle (C_{t})} representa a capacidade do sólido de armazenar calor. Assim, uma maior capacitância térmica global indica que o material necessita de mais energia térmica para elevar sua temperatura, o que resulta em uma resposta mais lenta às mudanças no ambiente térmico.
Para a situação apresentada, é possível determinar o total de energia {\displaystyle Q} que foi transferida até determinado tempo {\displaystyle t} por meio da integração:
{\displaystyle Q=\int _{0}^{t}{q}\ {dt}=hA_{s}\int _{0}^{t}\theta \ {dt}}
Ao substituir e integrar na expressão para o cálculo da temperatura atingida pelo sólido em qualquer tempo {\displaystyle t}:
{\displaystyle Q=\rho VCp{\theta {\rm {i}}}[-1+e^{-t \over \tau }]}

O número de Biot possui uma variedade de implementações, incluindo o uso em cálculos de transferência de calor em superfícies estendidas. O significado físico do número de Biot pode ser compreendido imaginando-se o fluxo de calor a partir de uma pequena esfera de metal quente, repentinamente imerso em uma piscina, para o fluido circundante. O fluxo de calor experimenta duas resistências: a primeira dentro do metal sólido (a qual é influenciada tanto pelo tamanho como pela composição da esfera), e o segundo na superfície da esfera. Se a resistência térmica da interface fluido/esfera excede aquela resistência térmica oferecida pelo interior da esfera metálica, o número de Biot será menor que um. O número de Biot também pode, portanto, ser escrito também como a razão entre a resistência a transferência de calor por condução do sólido e a resistência a transferência de calor por convecção na superfície do sólido.
{\displaystyle {Bi}={\frac {R_{\rm {cond.}}}{R_{\rm {conv.}}}}}
Para sistemas onde o número de Biot é muito inferior a um, o interior da esfera pode ser assumido como tendo uma temperatura uniforme. Nesse cenário, é razoável considerar que todas as partes do interior da esfera estão em equilíbrio térmico, compartilhando a mesma temperatura. Essa simplificação é especialmente aplicável em situações onde a condução de calor dentro do material é rápida em comparação com a taxa de transferência de calor convectiva na superfície da esfera.
Em contrapartida, a esfera de metal pode ser grande, fazendo com que o comprimento característico aumente a tal ponto que o número de Biot é maior que um. Agora, gradientes térmicos dentro da esfera tornam-se importantes, apesar de o material da esfera ser um bom condutor. Equivalentemente, se a esfera é feita de um material isolante (pobremente condutivo), tal como madeira ou "isopor", a resistência interna ao fluxo de calor vai superar a da contorno fluido/esfera, mesmo com uma esfera muito menor. Neste caso, novamente, o número de Biot será maior do que um. 
Um adimensional que, assim como Biot, é importante quando se fala em condução transiente é o Número de Fourier.

## Aplicações
Valores do número de Biot menores que 0,1 implicam que a condução de calor dentro do corpo é muito mais rápida que a convecção de calor a partir de sua superfície, e gradientes de temperatura são negligenciáveis dentro dele.  Isto pode indicar a aplicabilidade (ou inaplicabilidade) de certos métodos de resolver problemas de transferência de calor transiente. Por exemplo, um número de Biot menor que 0,1 indica tipicamente que 5% de erro irá estar presente quando pressupõe-se um modelo discreto de capacitância de transferência de calor transiente (também chamado de análise discreta de sistema). Normalmente este tipo de análise leva a um comportamento exponencial simples de aquecimento ou resfriamento (aquecimento ou resfriamento "Newtonianos") uma vez que a quantidade de energia térmica (vulgarmente, quantidade de "calor") no corpo é diretamente proporcional a sua temperatura, a qual por sua vez determina a taxa de transferência de calor para dentro ou para fora dele. Isso leva a uma simples equação diferencial de primeira ordem que descreve a transferência de calor nestes sistemas.
Tendo-se um número de Biot menor que 0,1 caracteriza uma substância como "termicamente fina", e o calor pode ser considerado constante em todo o volume do material. O oposto é também verdadeiro: um número de Biot maior que 0,1 (uma substância a "termicamente espessa") indica que não pode-se fazer esta pressuposição, e equações de transferência de calor mais complexas para transferência de calor transiente irão ser requeridas para descrever o campo de temperatura variante no tempo e não espacialmente uniforme dentro do corpo material.Nesse caso, a resistência térmica interna do material é comparável ou maior do que a resistência térmica associada à transferência de calor convectiva na superfície. Assim, as variações de temperatura ao longo do material são influenciadas tanto pela condução interna quanto pela transferência de calor convectiva. Essas condições têm implicações significativas no projeto e na análise de sistemas envolvendo transferência de calor transiente em materiais com diferentes características termo-físicas.

## Análogo para a transferência de massa
Uma versão análoga do número de Biot (usualmente chamado o "número de Biot de transferência de massa", ou {\displaystyle \mathrm {Bi} _{m}}) é também usado em processos de difusão de massa:
{\displaystyle \mathrm {Bi} _{m}={\frac {h_{m}L_{C}}{D_{AB}}}}
onde:
- {\displaystyle h_{m}} - coeficiente de película de transferência de massa
- {\displaystyle L_{c}} - comprimento característico
- {\displaystyle D_{AB}} - difusividade de massa.

O número de Biot de transferência de massa pode ser interpretado como a razão entre a resistência interna e a resistência externa à transferência de massa por difusão. Quanto maior o valor de {\displaystyle \mathrm {Bi} _{m}}, menor será a influência da resistência externa sobre o mecanismo de difusão. Se {\displaystyle Bi} > 200, o erro relativo no cálculo do coeficiente de difusão, devido ao fato de se desprezar a resistência externa, é considerado menor do que 1%.
Este número adimensional específico é muito importante na indústria de produção de alimentos, como por exemplo, para ter-se o controle da quantidade de cloreto de sódio retida em determinados produtos, como o queijo.

## Número de Biot crítico
Define-se como número de Biot crítico, um número de Biot que determina a sensibilidade de determinado corpo para processos térmicos como a têmpera (como de metais e suas ligas, cerâmicas e vidro), assim como também situações de grande variação de temperatura, em que as durações da propagação de ondas de temperatura e as tensões térmicas do corpo são submetidas a um choque térmico..Quando o número de Biot crítico é ultrapassado, as propriedades térmicas do material não podem mais ser consideradas uniformes e a distribuição de temperatura dentro do material se torna não homogênea. Isso pode levar a efeitos térmicos indesejados, como distorção, tensões residuais e mudanças na microestrutura do material. O número de Biot crítico é, portanto, crucial na engenharia de materiais, especialmente durante processos de fabricação e tratamento térmico, pois ajuda a determinar as condições ideais de temperatura e tempo para garantir as propriedades desejadas do material. Por exemplo, no recozimento do vidro, é importante saber esse número crítico para controlar a taxa de resfriamento do material, a fim de evitar tensões internas que possam comprometer sua integridade estrutural.

## Efeitos Espaciais
Quando o número de Biot é maior que 0,1 o gradiente de temperatura no interior do meio não é mais desprezível. Assim, caso fosse usado o método da capacitância global, os resultados fornecidos seriam incorretos. Com isso:
Se {\displaystyle Bi} > 0,1 : considera-se efeitos espaciais 
Se {\displaystyle Bi} < 0,1 : não considera-se efeitos espaciais
Em geral, para problemas de condução transiente é utilizada a equação de difusão de calor, também chamada de equação do calor. No entanto, para o caso da parede plana, somente uma coordenada é necessária para descrever a distribuição interna de temperaturas. Com a hipótese de sem geração interna e com condutividade térmica constante a equação de difusão de calor se reduz a:
{\displaystyle {\frac {\partial ^{2}T}{\partial x^{2}}}={\frac {1}{\alpha }}{\frac {\partial T}{\partial t}}}
Onde:
{\displaystyle \alpha } = difusividade térmica.
Para determinar a distribuição de temperatura, é necessário uma condição inicial e duas condições de contorno. Sendo o problema de condução transiente como o da figura 1, a condição inicial é:
{\displaystyle T(x,0)=T_{i}}
E as condições de contorno são:
{\displaystyle \left.{\frac {\partial T}{\partial x}}\right|_{\ x=0}=0}
e       
{\displaystyle -k\left.{\frac {\partial T}{\partial x}}\right|_{\ x=L}=h[T(L,t)-T_{\infty }]}
Figura 1 - Distribuições de temperaturas para números de Biot diferentes em uma parede plana resfriada por convecção.

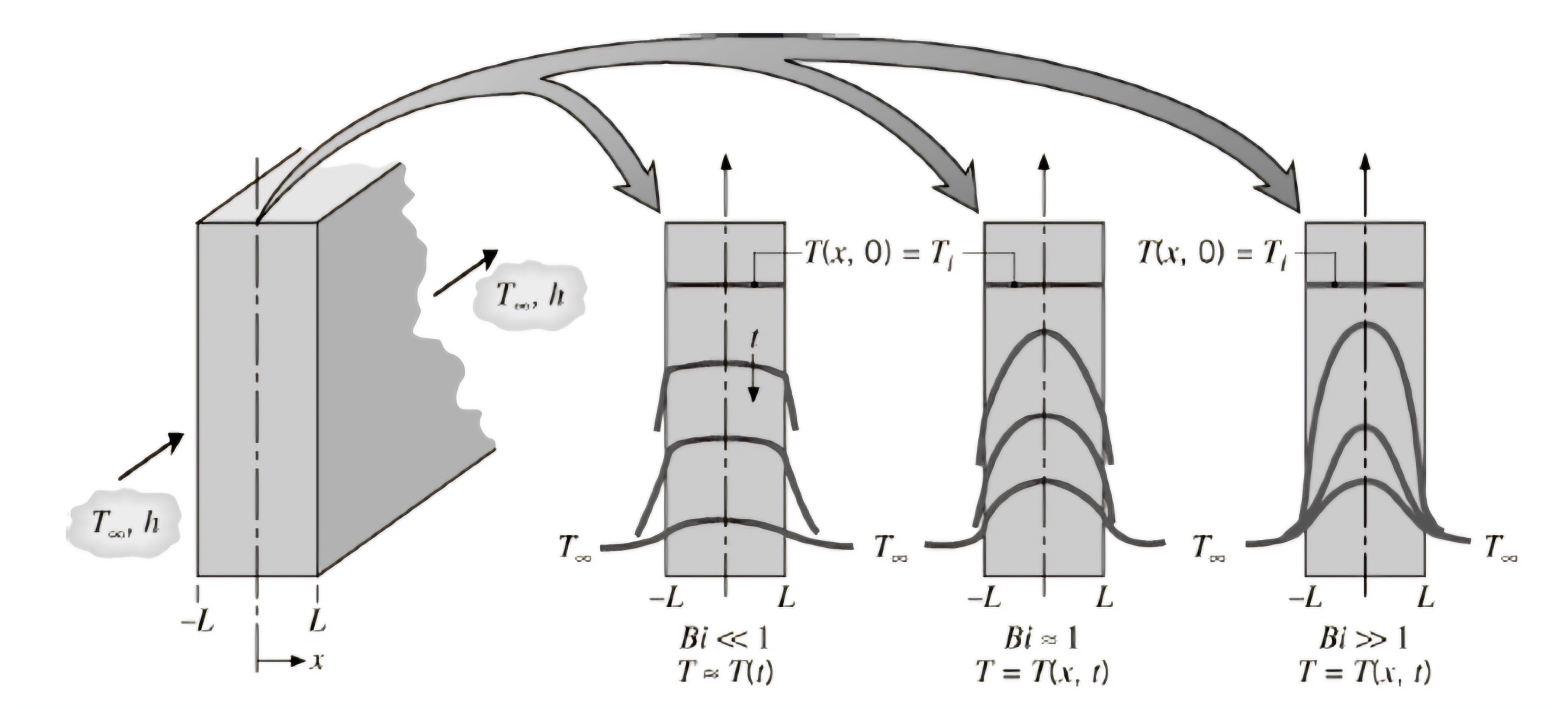
Fonte: INCROPERA, BERGMAN e LEVINE (2022, p.165)

Nota-se que além das equações serem função de x e de t, as temperaturas na parede dependem de uma série de parâmetros.
{\displaystyle T=T(x,t,T_{i},T_{\infty },L,k,\alpha ,h)}
Dessa forma, para reduzir o número de variáveis a equação de difusão de calor é escrita na forma adimensional.
Para temperatura:   {\displaystyle \theta ^{*}={\frac {\theta }{\theta _{i}}}={\frac {T-T_{\infty }}{T_{i}-T_{\infty }}}}    em que deve obedecer o intervalo   {\displaystyle 0\leq \theta ^{*}\leq 1}.
Para coordenada espacial:   {\displaystyle x^{*}\equiv {\frac {x}{L}}}  na qual L é a metade da espessura da parede plana.
Para tempo: {\displaystyle t^{*}\equiv {\frac {\alpha t}{L^{2}}}\equiv Fo}  na qual {\displaystyle t^{*}} é o equivalente ao adimensional número de Fourier.
Ao substituir os adimensionais na condições inicial e de contorno tem-se a equação de difusão 1D adimensional:
{\displaystyle {\frac {\partial ^{2}\theta ^{*}}{\partial x^{*2}}}={\frac {\partial \theta ^{*}}{\partial Fo}}}
E as condições iniciais e de contorno se tornam:
{\displaystyle \theta ^{*}(x^{*},0)=1}
{\displaystyle \left.{\frac {\partial \theta ^{*}}{\partial x^{*}}}\right|_{\ x^{*}=0}=0}
e
{\displaystyle \left.{\frac {\partial \theta ^{*}}{\partial x^{*}}}\right|_{\ x^{*}=1}=-Bi\theta ^{*}(1,t^{*})}
Assim, a dependência funcional é representada como:
{\displaystyle \theta ^{*}=f(x^{*},Fo,Bi)}